# Lista odcinków serialu Ray Donovan
Poniżej znajduje się lista odcinków serialu telewizyjnego Ray Donovan – emitowanego przez amerykańską stację telewizyjną  Showtime od 30 czerwca 2013 roku. Od 1 sierpnia 2013 roku telewizja n udostępniła serial w Polsce w usłudze VOD
| Sezon | Sezon | Odcinki | Oryginalna emisja    | Oryginalna emisja    | Oryginalna emisja    | Oryginalna emisja    | Oryginalna emisja |
| Sezon | Sezon | Odcinki | Premiera sezonu      | Finał sezonu         | Premiera sezonu      | Finał sezonu         |                   |
| ----- | ----- | ------- | -------------------- | -------------------- | -------------------- | -------------------- | ----------------- |
|       | 1     | 12      | 30 czerwca 2013      | 22 września 2013     | 1 sierpnia 2013      | 17 października 2013 |                   |
|       | 2     | 12      | 13 lipca 2014        | 28 września 2014     | 18 sierpnia 2014     | 3 listopada 2014     |                   |
|       | 3     | 12      | 12 lipca 2015        | 27 września 2015     | 23 lipca 2015        | 8 października 2015  |                   |
|       | 4     | 12      | 26 czerwca 2016      | 18 września 2016     | 18 lipca 2016        | 3 października 2016  |                   |
|       | 5     | 12      | 6 sierpnia 2017      | 29 października 2017 | 1 września 2017      | 17 listopada 2018    |                   |
|       | 6     | 12      | 28 października 2018 | 13 stycznia 2019     | 29 października 2018 | 14 stycznia 2019     |                   |
|       | 7     | 10      | 17 listopada 2019    | 17 stycznia 2020     | 14 stycznia 2020     | —                    |                   |

## Sezon 1 (2013)
| Nr | #  | Tytuł              | Reżyseria           | Scenariusz      | Premiera         | Premiera VOD         |
| -- | -- | ------------------ | ------------------- | --------------- | ---------------- | -------------------- |
| 1  | 1  | The Bag or the Bat | Allen Coulter       | Ann Biderman    | 30 czerwca 2013  | 1 sierpnia 2013      |
| 2  | 2  | A Mouth Is a Mouth | Allen Coulter       | Ann Biderman    | 7 lipca 2013     | 8 sierpnia 2013      |
| 3  | 3  | Twerk              | Greg Yaitanes       | Ron Nyswaner    | 14 lipca 2013    | 15 sierpnia 2013     |
| 4  | 4  | Black Cadillac     | John Dahl           | David Hollander | 21 lipca 2013    | 22 sierpnia 2013     |
| 5  | 5  | The Golem          | Dan Attias          | Sean Conway     | 28 lipca 2013    | 29 sierpnia 2013     |
| 6  | 6  | Housewarming       | Michael Uppendahl   | Brett Johnson   | 4 sierpnia 2013  | 5 września 2013      |
| 7  | 7  | New Birthday       | Lesli Linka Glatter | David Hollander | 11 sierpnia 2013 | 12 września 2013     |
| 8  | 8  | Bridget            | Guy Ferland         | Ann Biderman    | 18 sierpnia 2013 | 19 września 2013     |
| 9  | 9  | Road Trip          | Jeremy Podeswa      | Brett Johnson   | 25 sierpnia 2013 | 26 września 2013     |
| 10 | 10 | Fite Nite          | Tucker Gates        | Sean Conway     | 8 września 2013  | 3 października 2013  |
| 11 | 11 | Bucky Fuckn' Dent  | Dan Minahan         | Ron Nyswaner    | 15 września 2013 | 10 października 2013 |
| 12 | 12 | Same Exactly       | Michael Apted       | Ann Biderman    | 22 września 2013 | 17 października 2013 |

## Sezon 2 (2014)
| Nr | #  | Tytuł          | Reżyseria         | Scenariusz                        | Premiera         | Premiera VOD         |
| -- | -- | -------------- | ----------------- | --------------------------------- | ---------------- | -------------------- |
| 13 | 1  | Yo Soy Captain | Tucker Gates      | Ann Biderman                      | 13 lipca 2014    | 18 sierpnia 2014     |
| 14 | 2  | Uber Ray       | Michael Uppendahl | Ann Biderman & David Hollander    | 20 lipca 2014    | 25 sierpnia 2014     |
| 15 | 3  | Gem and Loan   | Phil Abraham      | Michael Tolkin                    | 27 lipca 2014    | 1 września 2014      |
| 16 | 4  | S.U.C.K.       | Tucker Gates      | David Hollander                   | 3 sierpnia 2014  | 8 września 2014      |
| 17 | 5  | Irish Spring   | Dan Attias        | Ron Nyswaner                      | 10 sierpnia 2014 | 15 września 2014     |
| 18 | 6  | Viagra         | John Dahl         | Brett Johnson                     | 17 sierpnia 2014 | 22 września 2014     |
| 19 | 7  | Walk This Way  | Liev Schreiber    | Ann Biderman                      | 24 sierpnia 2014 | 29 września 2014     |
| 20 | 8  | Sunny          | John Dahl         | David Hollander Cheo Hodari Coker | 31 sierpnia 2014 | 6 października 2014  |
| 21 | 9  | Snowflake      | Guy Ferland       | Michael Tolkin Brett Johnson      | 7 września 2014  | 13 października 2014 |
| 22 | 10 | Volcheck       | Michael Uppendahl | David Hollander                   | 14 września 2014 | 20 października 2014 |
| 23 | 11 | Rodef          | Michael Uppendahl | Ron Nyswaner Brett Johnson        | 21 września 2014 | 27 października 2014 |
| 24 | 12 | The Captain    | Michael Uppendahl | Ann Biderman                      | 28 września 2014 | 3 listopada 2014     |

## Sezon 3 (2015)
| Nr | #  | Tytuł                      | Reżyseria           | Scenariusz                       | Premiera         | Premiera VOD        |
| -- | -- | -------------------------- | ------------------- | -------------------------------- | ---------------- | ------------------- |
| 25 | 1  | The Kalamazoo              | Colin Bucksey       | David Hollander                  | 12 lipca 2015    | 23 lipca 2015       |
| 26 | 2  | Ding                       | Ed Bianchi          | William Wheeler                  | 19 lipca 2015    | 30 lipca 2015       |
| 27 | 3  | Come and Knock on Our Door | Dan Attias          | David Hollander                  | 26 lipca 2015    | 6 sierpnia 2015     |
| 28 | 4  | Breakfast of Champions     | Lesli Linka Glatter | Brett Johnson                    | 2 sierpnia 2015  | 13 sierpnia 2015    |
| 29 | 5  | Handshake Deal             | Colin Bucksey       | Gina Welch                       | 9 sierpnia 2015  | 20 sierpnia 2015    |
| 30 | 6  | Swing Vote                 | John Dahl           | Michael Tolkin                   | 16 sierpnia 2015 | 27 sierpnia 2015    |
| 31 | 7  | All Must Be Loved          | Tucker Gates        | David Hollander                  | 23 sierpnia 2015 | 3 września 2015     |
| 32 | 8  | Tulip                      | Michael Uppendahl   | David Hollander, William Wheeler | 30 sierpnia 2015 | 10 września 2015    |
| 33 | 9  | The Octopus                | Colin Bucksey       | Brett Johnson                    | 6 września 2015  | 17 września 2015    |
| 34 | 10 | One Night in Yerevan       | Daniel Attias       | Gina Welch, David Hollander      | 13 września 2015 | 24 września 2015    |
| 35 | 11 | Poker                      | Colin Bucksey       | Michael Tolkin, Brett Johnson    | 20 września 2015 | 1 października 2015 |
| 36 | 12 | Exsuscito                  | David Hollander     | David Hollander, William Wheeler | 27 września 2015 | 8 października 2015 |

## Sezon 4 (2016)
| Nr | #  | Tytuł                                   | Reżyseria                | Scenariusz                    | Premiera         | Premiera VOD     |
| -- | -- | --------------------------------------- | ------------------------ | ----------------------------- | ---------------- | ---------------- |
| 37 | 1  | Girl with Guitar                        | Liev Schreiber           | David Hollander               | 26 czerwca 2016  | 18 lipca 2016    |
| 38 | 2  | Marisol                                 | John Dahl                | Mike Binder, Rob Fresco       | 3 lipca 2016     | 18 lipca 2016    |
| 39 | 3  | Little Bill Primm's Big Green Horseshoe | Michael Apted            | David Hollander, Miki Johnson | 10 lipca 2016    | 25 lipca 2016    |
| 40 | 4  | Federal Boobie Inspector                | Phil Abraham             | Sean Conway                   | 17 lipca 2016    | 1 sierpnia 2016  |
| 41 | 5  | Get Even Before Leavin                  | Robert McLachlan         | Chad Feehan                   | 24 lipca 2016    | 8 sierpnia 2016  |
| 42 | 6  | Fish and Bird                           | Daisy Von Scherler Mayer | David Hollander               | 31 lipca 2016    | 15 sierpnia 2016 |
| 43 | 7  | Norman Saves the World                  | Tricia Brock             | Mike Binder, David Sonnenborn | 7 sierpnia 2016  | 22 sierpnia 2016 |
| 44 | 8  | The Texan                               | Tucker Gates             | David Hollander, Sean Conway  | 14 sierpnia 2016 | 29 sierpnia 2016 |
| 45 | 9  | Goodbye Beautiful                       | James Whitmore Jr.       | Chad Feehan, Miki Johnson     | 21 sierpnia 2016 | 5 września 2016  |
| 46 | 10 | Lake Hollywood                          | Stephen Williams         | David Hollander, Mike Binder  | 28 sierpnia 2016 | 12 września 2016 |
| 47 | 11 | Chinese Algebra                         | John Dahl                | Sean Conway, Chad Feehan      | 11 września 2016 | 26 września 2016 |
| 48 | 12 | Rattus Rattus                           | David Hollander          | David Hollander               | 18 września 2016 | 2016             |

## Sezon 5 (2017)
| Nr | #  | Tytuł                                | Reżyseria                | Scenariusz                       | Premiera             | Premiera HBO         |
| -- | -- | ------------------------------------ | ------------------------ | -------------------------------- | -------------------- | -------------------- |
| 49 | 1  | Abby                                 | David Hollander          | David Hollander                  | 6 sierpnia 2017      | 1 września 2017      |
| 50 | 2  | Las Vegas                            | John Dahl                | David Hollander, Miki Johnson    | 13 sierpnia 2017     | 8 września 2017      |
| 51 | 3  | Dogwalker                            | John Dahl                | Sean Conway                      | 20 sierpnia 2017     | 15 września 2017     |
| 52 | 4  | Sold                                 | Tucker Gates             | Chad Feehan                      | 27 sierpnia 2017     | 22 września 2017     |
| 53 | 5  | Shabbos Goy                          | Daisy von Scherler Mayer | David Hollander, William Wheeler | 10 września 2017     | 29 września 2017     |
| 54 | 6  | Shelley Duvall                       | Michael Uppendahl        | Miki Johnson                     | 17 września 2017     | 6 października 2017  |
| 55 | 7  | If I Should Fall from Grace with God | Michael Uppendahl        | Chad Feehan, David Hollander     | 24 września 2017     | 13 października 2017 |
| 56 | 8  | Horses                               | Zetna Fuentes            | William Wheeler                  | 1 października 2017  | 20 października 2017 |
| 57 | 9  | Mister Lucky                         | Guy Ferland              | Sean Conway                      | 8 października 2017  | 27 października 2017 |
| 58 | 10 | Bob the Builder                      | Stephen Williams         | Chad Feehan                      | 15 października 2017 | 3 listopada 2017     |
| 59 | 11 | Michael                              | Carl Franklin            | Miki Johnson                     | 22 października 2017 | 10 listopada 2017    |
| 60 | 12 | Time Takes a Cigarette               | David Hollander          | David Hollander                  | 29 października 2017 | 17 listopada 2017    |

## Sezon 6 (2018-2019)
| Nr | #  | Tytuł                       | Reżyseria         | Scenariusz                           | Premiera             | Premiera HBO GO      |
| -- | -- | --------------------------- | ----------------- | ------------------------------------ | -------------------- | -------------------- |
| 61 | 1  | Staten Island – Part 1      | Allen Coulter     | David Hollander                      | 28 października 2018 | 29 października 2018 |
| 62 | 2  | Staten Island – Part 2      | Allen Coulter     | David Hollander, Miki Johnson        | 4 listopada 2018     | 5 listopada 2018     |
| 63 | 3  | He Be Tight. He Be Mean     | Tucker Gates      | Chad Feehan                          | 11 listopada 2018    | 12 listopada 2018    |
| 64 | 4  | No Blacks No Dogs No Irish. | Tucker Gates      | Sean Conway                          | 18 listopada 2018    | 19 listopada 2018    |
| 65 | 5  | Ellis Island                | Robert McLachlan  | David Hollander                      | 25 listopada 2018    | 26 listopada 2018    |
| 66 | 6  | A Girl Named Maria          | Michael Uppendahl | Miki Johnson                         | 2 grudnia 2018       | 3 grudnia 2018       |
| 67 | 7  | The 1-3-2                   | Zetna Fuentes     | Chad Feehan                          | 9 grudnia 2018       | 10 grudnia 2018      |
| 68 | 8  | Who Once Was Dead           | Tarik Saleh       | Sean Conway                          | 16 grudnia 2018      | 17 grudnia 2018      |
| 69 | 9  | Dream On                    | Denise Di Novi    | David Hollander, Karl Taro Greenfeld | 23 grudnia 2018      | 24 grudnia 2018      |
| 70 | 10 | Baby                        | John Dahl         | Miki Johnson                         | 30 grudnia 2018      | 31 grudnia 2018      |
| 71 | 11 | Never Gonna Give You Up     | Joshua Marston    | Sean Conway, Chad Feehan             | 6 stycznia 2019      | 7 stycznia 2019      |
| 72 | 12 | The Dead                    | David Hollander   | David Hollander                      | 13 stycznia 2019     | 14 stycznia 2019     |

## Sezon 7 (2019-2020)
| Nr | #  | Tytuł                      | Reżyseria       | Scenariusz                      | Premiera          | Premiera HBO GO  |
| -- | -- | -------------------------- | --------------- | ------------------------------- | ----------------- | ---------------- |
| 73 | 1  | Faith. Hope. Love. Luck.   | Joshua Marston  | David Hollander                 | 17 listopada 2019 | 14 stycznia 2020 |
| 74 | 2  | A Good Man is Hard to Find | Joshua Marston  | Joshua Marston                  | 24 listopada 2019 | 21 stycznia 2020 |
| 75 | 3  | Phantom                    | Nick Gomez      | David Hollander, David Bar Katz | 1 grudnia 2019    | 28 stycznia 2020 |
| 76 | 4  | Hispes                     | Tucker Gates    | Tanya Barfield, Laura Marks     | 8 grudnia 2019    | 4 lutego 2020    |
| 77 | 5  | An Irish Lullaby           | Dash Mihok      | Jim Leonard, Kelly Wiles        | 15 grudnia 2019   | 11 lutego 2020   |
| 78 | 6  | Inside Guy                 | John Dahl       | Laura Marks, Tanya Barfield     | 22 grudnia 2019   | 18 lutego 2020   |
| 79 | 7  | The Transfer Agent         | Kyra Sedgwick   | David Hollander, David Bar Katz | 29 grudnia 2019   | 25 lutego 2020   |
| 80 | 8  | Passport and a Gun         | John Dahl       | Joshua Marston, Kelly Wiles     | 5 stycznia 2020   | 3 marca 2020     |
| 81 | 9  | Bugs                       | Ed Bianchi      | Jim Leonard                     | 12 stycznia 2020  | 10 marca 2020    |
| 82 | 10 | You'll Never Walk Alone    | David Hollander | David Hollander, Liev Schreiber | 19 stycznia 2020  | 17 marca 2020    |